# Bolszoje Aleksiejewskoje
Bolszoje Aleksiejewskoje (ros. Большое Алексеевское) – wieś (sieło) w Rosji, w obwodzie moskiewskim, w rejonie stupińskim. W 2021 liczyła 1116 mieszkańców.